# Grasshopper (Rakete)

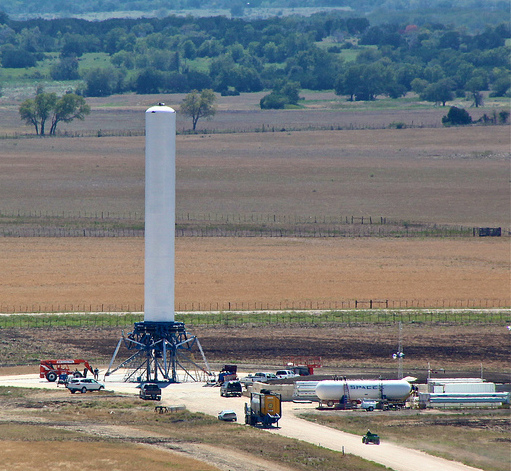
Grasshopper v1.0 (2012)

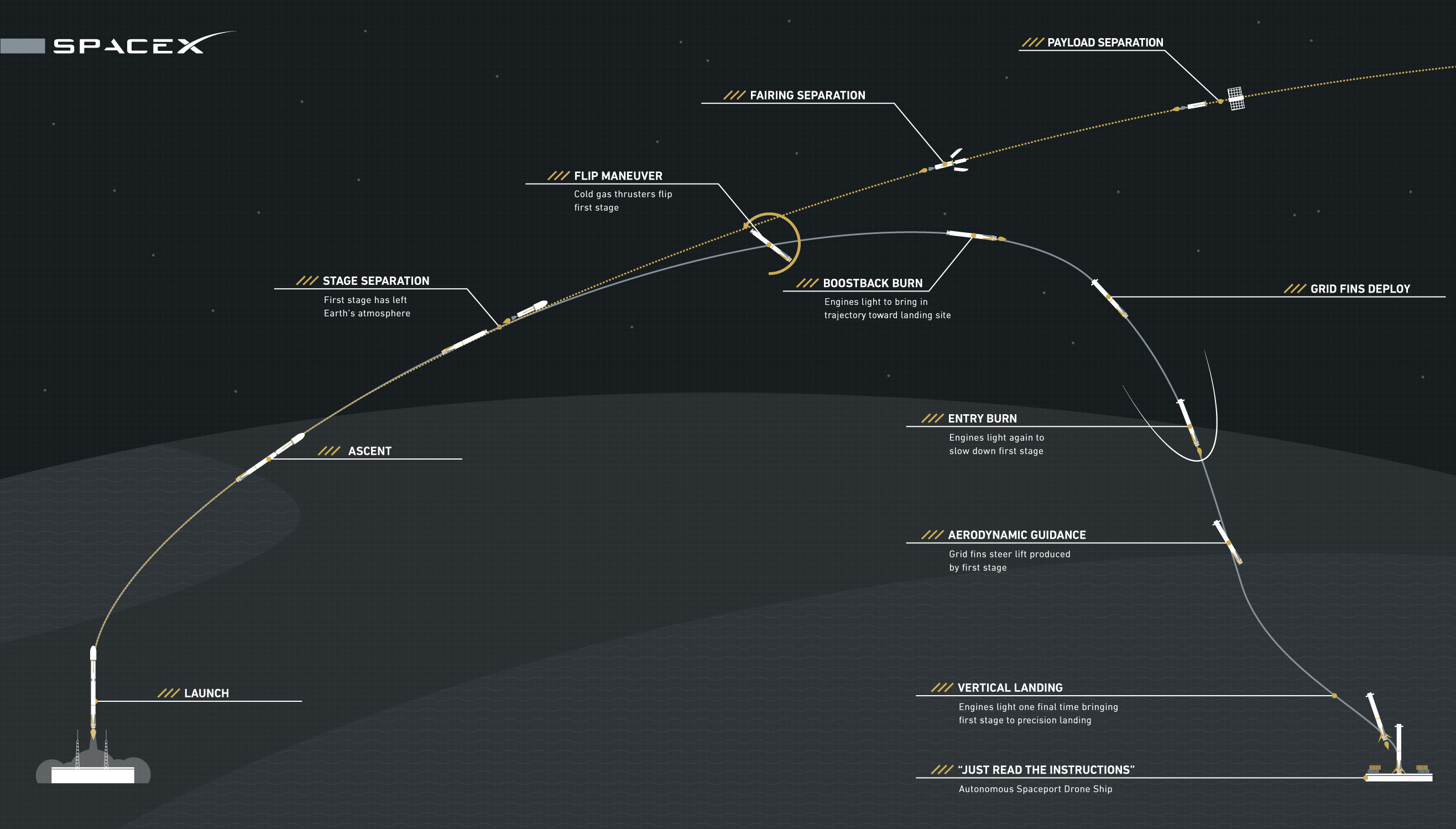
Graphische Darstellung des damals geplanten Gesamtablaufs vom Start der Falcon-9-Rakete bis zur Landung der ersten Stufe auf dem Spaceport-Drohnenschiff

Der Grasshopper (zu Deutsch Grashüpfer) und die Falcon 9 Reusable Development Vehicles (F9R Dev) waren experimentelle Raketen für suborbitale Flüge, die von der Firma SpaceX entwickelt wurden. Mit ihnen wurde erprobt, wie eine Raketenstufe nach dem Start wieder kontrolliert gelandet werden kann. Die mit Hilfe dieser Versuche entwickelten Techniken wurden dann in Falcon-9-Raketen eingebaut und weiter verfeinert. Sie ermöglichten im Jahr 2015 mit Falcon-9-Flug 20 die erste unversehrte Landung einer Raketenstufe überhaupt.

## Geschichte
Erstmals wurde das Projekt im Jahr 2011 bekannt.
SpaceX bestätigte kurz darauf die Pläne zum Bau der Rakete und für Erprobungsflüge in der firmeneigenen Testanlage in McGregor, Texas. Seit längerer Zeit war es das erklärte Ziel der Firma, u. a. durch Einführung von Trägerraketen mit wiederverwendbaren Komponenten die Kosten für Raumfahrtmissionen zu senken.
Die Ergebnisse der Testflüge flossen in die Weiterentwicklung der Falcon 9 ein, mit der am 22. Dezember 2015 (Ortszeit 21. Dezember) nach ihrem 20. Start erstmals eine sichere Landung gelang. Die damit erreichte Wiederverwendbarkeit der Falcon-9-Erststufe ermöglichte eine Verringerung der Herstellkosten für einzelne Flüge der Rakete.

## Funktion
Die Rakete startet aufrecht und steigt auf die gewünschte Höhe, wobei spezielle Manöver, wie seitliches Driften ausgeführt werden können.
Während des Fluges wird die Rakete durch interne Sensoren und eine automatische Regelung ausbalanciert. Schließlich reduziert die Rakete den Schub und kehrt zum Startpunkt zurück, wo sie, durch das eigene Triebwerk gebremst, auf den Landestützen aufsetzt. Sie erreicht dabei die Genauigkeit eines Helikopters.

## Exemplare

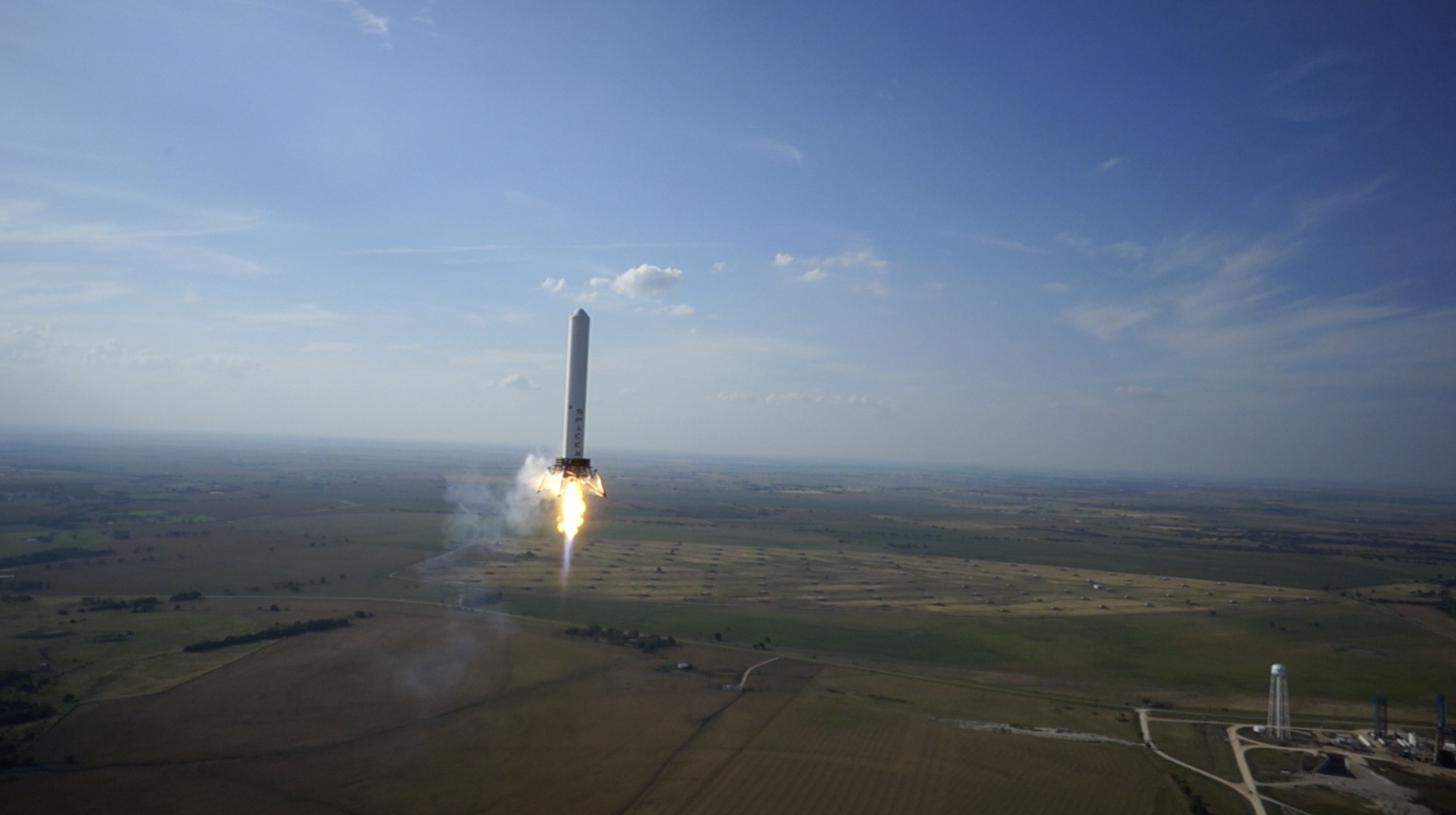
Grashopper-Rakete beim erfolgreichen 325-Meter-Flugtest am 14. Juni 2013, bei dem eine sanfte Landung gelang.

### Grasshopper v1.0
Die erste Grasshopper-Version ist 32 m hoch und besteht im Wesentlichen aus einem Tank der ersten Stufe der Falcon 9-Trägerrakete. Sie wird angetrieben durch ein einzelnes Merlin-1D-Triebwerk und verfügt über vier feststehende Landestützen mit einem Stoßdämpfungsmechanismus.
Der erste Flug fand am 21. September 2012 statt und dauerte nur 3 Sekunden.
Bis zum Oktober 2013 wurden insgesamt acht Testflüge bis in eine Höhe von 744 m durchgeführt, wobei verschiedene neue Technologien erprobt wurden.
Seit März 2014 wurden weitere Tests mit einer neuen Version der Rakete, Grasshopper v1.1, durchgeführt. Dabei wurden Flughöhen bis 1000 m erreicht. Künftige Flugversuche sollen auch am Spaceport America in New Mexico stattfinden, von wo aus Flüge in noch größere Höhen möglich sind.

### F9R Dev 1
Das Falcon 9 Reusable development vehicle 1 baute auf den Tanks der ersten Stufe der größeren Falcon 9 v1.1 auf und war etwa 49 m hoch. Die Rakete verfügte über drei Merlin-1D-Triebwerke, jedoch sind alle Flüge mit nur einem Triebwerk geflogen. Außerdem war sie mit einem ausfahrbaren Landegestell und zwei Gitterflossen zur Steuerung ausgestattet. Am 22. August 2014 zerstörte sich die Rakete beim fünften Flug selbst, nachdem sie vom vorgeschriebenen Kurs abgekommen war. Dabei kamen aber keine Menschen zu Schaden. Es handelte sich um eine Sicherheitsmaßnahme, die verhindern soll, dass die Rakete Schäden außerhalb des Testbereichs verursacht. Die Ursache des Unfalls war nach Angaben von Spacex die Fehlfunktion eines Sensors.

### F9R Dev 2
Mit dem Falcon 9 Reusable development vehicle 2 waren weitere Testflüge am Spaceport America geplant. Der Bau wurde jedoch im Februar 2015 eingestellt.

## Geschichte des Landeverfahrens
Das für die Grasshopper-Rakete verwendete Landungsprozedere wurde bereits lange vorher in der Science-Fiction-Literatur beschrieben, unter anderem von dem belgischen Zeichner Hergé in dem Comic-Band Schritte auf dem Mond. Der in dem Jahr 1954 erschienene Band schildert die erste, fiktive Landung der Comic-Helden Tim und Struppi und ihrer Freunde auf dem Mond, wobei die darin beschriebene Atomrakete genau wie Grasshopper für die Landemanöver die eigene Schubkraft verwendet („propulsive Landung“). Später orientierte sich SpaceX beim Design seines neuen Raumschiffs Starship an der Tim-und-Struppi-Rakete. Vertikale Landungen einer wiederverwendbaren Rakete wurden erstmals 1993 mit dem Delta Clipper der Firma McDonnell Douglas praktisch erprobt und anschließend von der NASA weiterverfolgt, bis das Projekt 1996 aufgegeben wurde.
2010 beantragte der SpaceX-Konkurrent Blue Origin ein Patent für dieses Verfahren in Bezug auf Wasserlandungen, welches 2014 erteilt wurde. SpaceX konnte es jedoch mit dem Verweis auf frühere Beschreibungen solcher Raketenlandungen erfolgreich anfechten.